# فرضیه گوناگونی مردان

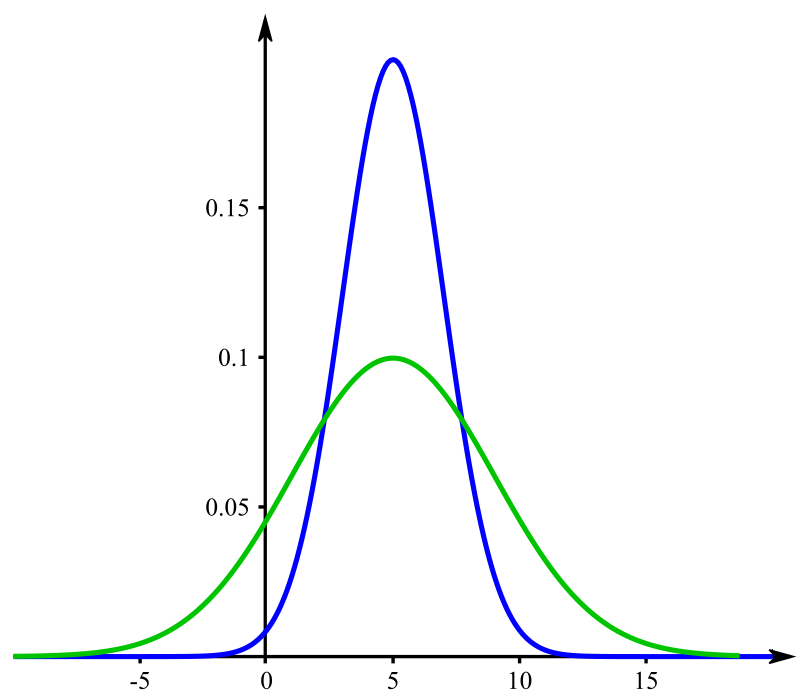
دو منحنی توزیع با میانگین‌های یکسان اما متغیرهای متفاوت. توجه داشته باشید که منحنی با تنوع بیشتر (سبز) مقادیر بالاتری را در هر دو محدوده پایین‌ترین و بالاترین انتهای محدوده به دست می‌دهد.

فرضیه گوناگونی که به عنوان فرضیه گوناگونی بیشتر مردان نیز شناخته می‌شود، این فرضیه است که مردان معمولاً تنوع بیشتری در صفات نسبت به ماده‌ها نشان می‌دهند.
تفاوت‌های جنسیتی در تنوع در بسیاری از توانایی‌ها و ویژگی‌ها - از جمله ویژگی‌های فیزیکی، روانی و ژنتیکی - در طیف گسترده‌ای از گونه‌های دوشکلی جنسی دیده شده است.